# Augustiner-Discalceaten
Die Augustiner-Discalceaten (deutsch Augustiner-Barfüßer, lateinisch Ordo Augustiniensium Discalceatorum, Ordenskürzel OAD) sind eine römisch-katholische Ordensgemeinschaft, die nach der Augustinusregel lebt und damit zu den augustinischen Orden gehört.
Als Reformzweig der Augustiner-Eremiten entstand der Orden nach dem 100. Gneralkapitler 1592. Im Jahre 1610 wurde er approbiert, bildeten sie in der Folge vier Kongregationen: die spanischen Augustiner-Barfüßer (Augustiner-Rekollekten), die italienischen (1593), französischen (1596) und die portugiesischen (1675) Discalceaten.
Die spanischen Barfüßer-Konvente wurden 1621 von Gregor XV. in drei spanische und eine philippinische Provinz unterteilt; 1912 wurde die spanische Kongregation zu einem eigenen Orden, den Augustiner-Rekollekten (Ordo Augustinianorum Recollectorum, OAR).
Auch die portugiesischen, italienischen und französischen Kongregationen hatten im 17. Jahrhundert enormen Zulauf und mussten in mehrere Provinzen geteilt werden. Sie breiteten sich bis nach Böhmen (Prag), Österreich (Wien), Bayern (Maria-Stern bei Dachau) und Schlesien (Stehlen) aus.
Der bekannteste deutsche Augustiner-Barfüßer war Johann Ulrich Megerle (1644–1709); er trug den Ordensnamen Abraham a Sancta Clara.
Im Jahre 2003 zählte der Orden 242 Mitglieder; davon waren 89 Priester die 30 Pfarreien versorgten. 2022 waren es 233 Mitglieder (157 Priester) in 38 Häusern.

## Generalpriore
- Gabriele (Ezio) Marinucci (1963–1980)
- Antonio Desideri (? – 2004?)
- Luigi Pingelli (2004? – 14. Mai 2011)
- Gabriele Ferlisi (2011–2017)
- Doriano Ceteroni (seit 2017)